# 洪丹九
洪丹九（1760年—1845年），名桂生，為台灣清治時期的雕刻家，台灣艋舺人，籍貫福建同安。

## 生平
洪氏讀書甚為勤奮，善於雕刻。道光末年，華亭黃鐵峰宦遊台北，黃氏擅長篆刻，洪氏因而向他拜師學藝。咸豐元年（1851年），閩南知名仕紳呂世宜、謝穎蘇等人聚集於板橋林家，洪氏亦參與交際。